# Faculté de Médecine Dentaire de l'Université d'Ankara
 (janvier 2024).
La Faculté de Médecine Dentaire de l'Université d'Ankara est une faculté affiliée à l'Université d'Ankara, dispensant une éducation et un enseignement au campus Beşevler de  l’Université d'Ankara.
Elle dispense un enseignement de cinq ans au niveau de licence. Les langues d'enseignement sont le turc et l'anglais.

## Historique
Les premières études sur la création de la Faculté de Médecine Dentaire de l'Université d'Ankara ont commencé en 1959. La création d'une "École de Médecine Dentaire" affiliée à la Faculté de Médecine de l'Université d'Ankara a été décidée lors de la réunion tenue le 15 mars 1959 par le conseil des professeurs à l'initiative de Zafer Paykoç, alors doyen de la Faculté de Médecine de l'Université d'Ankara. La commission, créée conformément au rapport rédigé, a préparé un projet de loi sur ce sujet et l'a soumis au bureau du doyen. Le projet de loi, approuvé par le Conseil des Professeurs, a été envoyé au Sénat de l'Université, mais en raison de la Révolution du 27 mai 1960, les travaux se sont arrêtés pendant un certain temps.
En septembre 1963, sur la demande du Conseil des Professeurs de la Faculté de Médecine de l'Université d'Ankara, un nouveau rapport a été préparé par Cihat Borçbakan, professeur de chirurgie plastique et orthognathique à l’Académie de Médecine Militaire de Gülhane et également professeur associé en chirurgie orthognatique à la Clinique d'oto-rhino-laryngologie de la Faculté de Médecine de l'Université d'Ankara. Le règlement approuvant l'ouverture de l’école supérieure, préparé à la suite de la décision du Sénat de l'Université d'Ankara, a été publié au Journal Officiel de date décembre 1963 et de numéro 11581 et est entré en vigueur.
L’École Supérieure de Médecine Dentaire de la Faculté de Médecine de l’Université d'Ankara a ouvert ses portes le mercredi 29 janvier 1964. Le premier directeur de l'école était Cihat Borçbakan. L'école a donné ses premiers diplômés en 1968.
À compter du 25 juin 1973, l’École Supérieure de Médecine Dentaire devient la Faculté de Médecine Dentaire. Cihat Borçbakan a été nommé comme le premier doyen de la Faculté. Les départements administratifs et les chaires professorales de la médicine de base ont déménagé dans un bâtiment loué dans la rue Sağlık au district de Sıhhiye en février 1974, ainsi que les cliniques dans un deuxième bâtiment loué dans la rue Ziya Gökalp au district de Kızılay en avril 1975.

### Directeurs de l'École Supérieure de Médecine Dentaire
- 1963-1969 Cihat Borçbakan
- 1969-1970 Sermet Akgün
- 1970-1971 Naci Ayral
- 1971-1973 Cihat Borçbakan

### Doyens
- 1973-1975 Cihat Borçbakan
- 1975-1978 Kazım Aras
- 1978-1981 Bedii Küçüküçerler
- 1981-1982 Şakir Akça
- 1982-1985 Hayati Ekmen
- 1985-1988 Adnan Güvener
- 1988-1994 Ali Zaimoğlu
- 1994-2000 Ahmet Duru Pamir
- 2000-2010 Nejat Bora Sayan
- 2010-2013 Adnan Öztürk
- 2013-2020 Gürkan Gür
- 2020-         Kaan Orhan

## Unités académiques

### Département des sciences cliniques
- Chirurgie buccale et maxillo-faciale
- Radiologie buccale et maxillo-faciale
- Traitement dentaire prothétique
- Endodontie
- Parodontologie
- Traitement dentaire réparateur
- Orthodontie

### Département des sciences dentaires de base
- Microbiologie
- Biochimie
- Pathologie
- Histologie et embryologie
- Pharmacologie

## Sources
1. ↑  « Tarihçe », sur Diş Hekimliği Fakültesi web sitesi (consulté le 1er septembre 2023)